# (4283) Stöffler
(4283) Stöffler ist ein Hauptgürtelasteroid, der am 23. Januar 1988 von Carolyn Shoemaker vom Palomar-Observatorium aus entdeckt wurde.
Der Asteroid wurde nach dem deutschen Planetologen Dieter Stöffler benannt.